# 梅杜纳-迪利文扎
梅杜纳-迪利文扎（義大利語：Meduna di Livenza），是意大利威尼托大区特雷维索省的一个市镇。总面积15.13平方公里，人口2957人，人口密度195.4人/平方公里（2009年）。国家统计（ISTAT）代码为026041。